# St. George (cráter)

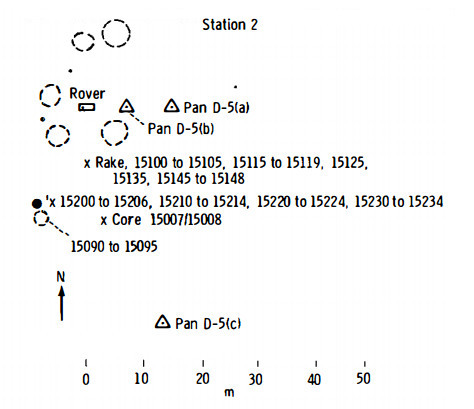
Mapa planimétrico del Estacionamiento 2. Las X indican la localización de las muestras, los números de 5 dígitos son códigos de identificación del LRL, el rectángulo es el rover lunar LRV (el punto indica indica la cámara de TV), los puntos negros representan grandes rocas, las líneas discontinuas son el contorno del cráter u otros elementos topográficos, y los triángulos marcan la posición de las vistas panorámicas.

St. George es un cráter de impacto lunar, situado en la región Hadley-Apennine. Los astronautas David Scott y James B. Irwin llevaron en 1971 su rover lunar LRV a lo que se sospechaba que era un manto de materiales eyectados, en la misión Apolo 15, durante la EVA 1. Recolectaron muestras al noreste del cráter, en el Estacionamiento Geológico 2 de la misión.
|  |  |

El cráter se encuentra en la ladera oeste del Mons Hadley Delta, unos 4 km al suroeste del punto de aterrizaje del Apolo 15. El cráter Bridge se halla al noroeste y el cráter Elbow aparece al noreste.
El nombre del cráter fue adoptado formalmente por la UAI en 1973. Figura entre las denominaciones topográficas utilizadas en la hoja a escala 1/50.000 del Lunar Topophotomap con la referencia «41B4S1 Apollo 15 Landing Area».

## Imágenes
|  |  |